# Giovanni Aleotti
Giovanni Aleotti (Mirandola, 25 de mayo de 1999) es un ciclista profesional italiano que compite con el equipo Red Bull-BORA-hansgrohe.

## Trayectoria
Tras un par de años compitiendo con el equipo Friuli, en 2021 dio el salto al UCI WorldTour tras firmar hasta 2024 con el Bora-Hansgrohe. En su primera temporada en el equipo disputó el Giro de Italia y en el mes de julio logró sus primeras victorias del curso, imponiéndose en el Tour de Sibiu, donde también se llevó una etapa. En las siguientes semanas estuvo a punto de lograr más éxitos tras finalizar tercero en la Semana Ciclista Italiana y segundo en el Circuito de Guecho. Al año siguiente repitió triunfo en la prueba rumana y en 2024 ganó el Tour de Eslovenia, renovando días después su contrato hasta 2026.

## Palmarés
2019
- Trofeo Edil C

2021
- Tour de Sibiu, más 1 etapa

2022
- Tour de Sibiu, más 2 etapas

2024
- Tour de Eslovenia, más 1 etapa

## Resultados en Grandes Vueltas
| Carrera | Carrera         | 2019 | 2020 | 2021 | 2022 | 2023 | 2024 | 2025 |
| ------- | --------------- | ---- | ---- | ---- | ---- | ---- | ---- | ---- |
|         | Giro de Italia  | —    | —    | 80.º | 72.º | Ab.  | 24.º | 59.º |
|         | Tour de Francia | —    | —    | —    | —    | —    | —    | —    |
|         | Vuelta a España | —    | —    | —    | —    | —    | 38.º | —    |

—: no participa

Ab.: abandono

## Equipos
- Friuli (2019-2020)
  - Cycling Team Friuli (2019)
  - Cycling Team Friuli ASD (2020)
- Bora-Hansgrohe (2021-)
  - Bora-Hansgrohe (2021-2024)[9]
  - Red Bull-BORA-hansgrohe (2024-)[10]